# Julián Castellanos
Julián Castellanos y Velasco (Toledo c. 1829 - Madrid, 19 de octubre de 1892). Poeta, autor dramático, novelista y periodista español, a quien a veces se atribuye también el seudónimo "Pedro Escamilla", aunque hay serias dudas de que realmente lo haya utilizado, añadiéndose que existió otro escritor contemporáneo suyo verdaderamente llamado así.

## Vida
Nació en Toledo como afirma en su poema El último adiós que se encuentra en el sexto número de la revista La Mujer, cuya directora es Fasutina Sáez de Melgar.  Allí fue redactor de los periódicos La Rivera del Tajo y El Tajo, este último fundado por Antonio Martín Gamero, cronista de la ciudad, en 1866. Julián Castellanos fundó luego y dirigió La Saeta y colaboró en El Progreso, El Imparcial y otros muchos diarios y revistas. Escribió innumerables novelas por entregas o folletines sensacionalistas y piezas teatrales.
También ocupó importantes cargos en la administración, como el de secretario del gobernador de Madrid, puesto que ocupaba cuando le sorprendió el atentado contra el rey Amadeo de Saboya (19 de julio de 1872), con cuyos agresores llegó a luchar cuerpo a cuerpo en aquella ocasión. Partidario en política de ideas democráticas, fue un gran amigo de Cristino Martos, a cuya facción se afilió, y secretario general en 1873 del Gobierno Civil de Madrid. Cronista oficial de la Villa y Corte en 1882, dimitió del cargo en 1889.Al fallecer en Madrid en 1892 era el cronista de la Diputación Provincial de Madrid.

## Obras
Novelas suyas son, por ejemplo:
- Los cacos (1878)
- Los discípulos de Caco (1881)
- Odio de raza o la sultana loca (1882)
- El Capitán Satanás (Madrid, Jesús Gracià editor, 1882)
- El hijo de la noche o La herencia del crimen (1883)
- La venganza de un proscripto (1883)
- El favorito de la reina. Memorias del reinado de Carlos V (1883)
- La prometida de Satanás (1883)
- La virgen María (1885)
- La bruja, anales secretos de la Inquisición (1886)
- Las ratas (1887)
- Nuestra Señora de la Novena en Madrid (1888)
- La luz del cristianismo (1889)
- La hija del cura (1889)
- El destripador de mujeres (1889)
- Ensueños de rosa y oro (1889)
- Secretos de la honra. Memorias de un hombre enterrado vivo (1889)

Narraciones cortas piadosas, reunidas en varios volúmenes: Advocaciones de la Virgen y sus imágenes más veneradas. Narraciones histórico-religiosas (1886-87).
Obras teatrales:
- España y África, loa compuesta con motivo de la Guerra de África, representada en Toledo en 1859 y escrita en colaboración con Francisco de Paula Velázquez Lorente y los hermanos Julián y Gabriel Bueno García, todos también redactores de La Rivera del Tajo.
- Feliz viaje, don Juan (1869)
- Luisa (1872)
- Casimiro (1873)
- El fantasma de la aldea (1878)
- El estudiante de Maravillas (1889)

Poesía:
- Flores y Espinas (1865), escrita en colaboración con Gabriel Bueno.[6]

Durante veinte años Julián Castellanos acaparó como novelista por entregas toda la sensiblería, el énfasis y la truculencia que tanto agradaban al público bajo y sencillo de Madrid.